# Charlotte Helene von Schindel
Charlotte Helene grevinde von Schindel (født ca. 1690, død 6. april 1752 i Flensborg) var en af Frederik IV's elskerinder, søster til Heinrich Leopold og Wiglas von Schindel.

## Liv og gerning
Hun var datter af overhofmester Wiglas von Schindel og Anna Helen von Horn.

### Forholdet til kongen
Hun skildres i sin ungdom som temmelig smuk og fin af lemmer. I ung alder blev hun "husfrøken" hos Frederik IV's elskerinde, grevinde Elisabeth Helene von Vieregg, i hvis hjem kongen lærte hende at kende. Under sin rejse til Italien skal han have korresponderet med hende. Senest 1709 trådte han i forhold til hende, og i maj 1710 fødte hun ham en datter, som næppe blev et år gammel. Moderen ophøjedes til grevinde, og kongen skænkede hende det af Næsbyholm og Bavelse under navnet Frederiksholm oprettede grevskab.

### Ægteskabet med Ernst Gotschalck von Bülow
Hendes ødselhed og lunefuldhed bevirkede, at kongen snart blev ked af hende, især efter at Anna Sophie Reventlows skikkelse var trådt i forgrunden for ham. På Næsbyholm førte grevinde Schindel et lystigt liv og trådte i forhold til amtmanden på Antvorskov Slot, generalmajor Ernst Gotschalck von Bülow, hvem hun hemmelig fødte et barn. Da kongen fik nys herom, gav han Bülow befaling til at ægte hende, og vielsen fandt sted i Antvorskovs Slotskirke den 9. februar 1716. Samme år fratog kongen hende grevskabet og tillagde hende en årlig pension. Ægteparret tog ophold i Hamborg indtil Bülows død 1721, hvorefter hun flyttede til sin søster i Schlesien og senere til Berlin. Fra 1750 boede hun i Flensborg.
Ved siden af sit letsind var hun meget godgørende.

### Død
Til trods for den hende tillagte årpenge af 1000 Rdl døde hun på grund af sin dårlige økonomi i fattigdom den 6. april 1752.